# Glendale (Contea di Milwaukee, Wisconsin)
Glendale è una città degli Stati Uniti d'America, situata in Wisconsin, nella Contea di Milwaukee.